# 明日貿易

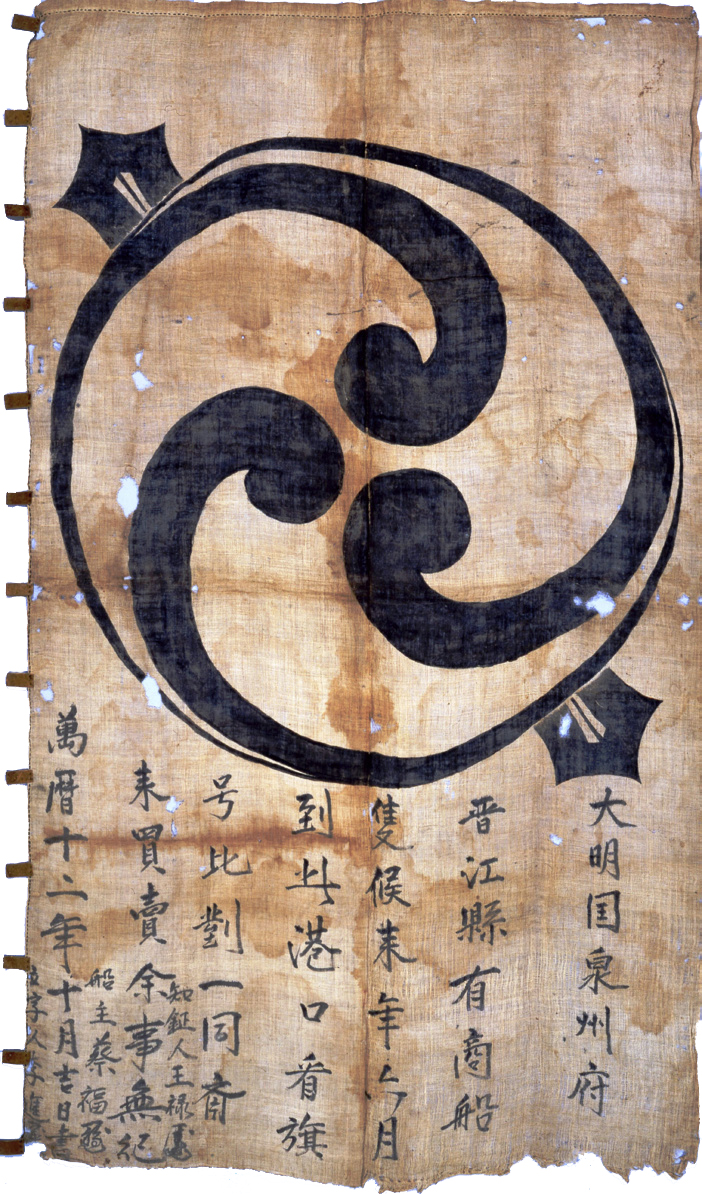
明日貿易船旗 万历十二年（1584年）

明日貿易（日语：日明貿易），是指明朝與日本（室町時代）兩國之間所實行的商業交易活動。明日貿易的時候因為需要使用到被稱為「勘合符」的許可證，所以明日貿易又被稱為「勘合貿易」。在同一個時期的發生的貿易活動也包括中國與中南半島之間的貿易活動與日本與朝鮮（李氏朝鮮）間的日朝貿易貿易活動等。

## 歷史
公元1368年明太祖朱元璋建立明朝後，派遣使節命令日本取締倭寇（前期倭寇）和對中國朝貢。當時日本南北朝對立，朝廷分裂為足利氏支持的位於京都的北朝與位於今奈良的吉野朝廷（南朝）。在九州北部活動的南朝方面的懷良親王向明朝朝貢，被冊封為「日本國王」。
室町幕府第三代將軍足利義滿派遣今川貞世（了俊）領兵前往九州，驅逐了南朝勢力，開始試圖與明朝建立聯繫。但1380年發生胡惟庸案，明朝皇帝朱元璋懷疑胡惟庸私通日本，故此時明朝與日本未正式建立關係。1392年，足利義満統合南北朝，1399年消滅獨自進行貿易的大內義弘（應永之亂）。1401年義滿接受博多商人肥富的獻策，派遣肥富和僧人祖阿為使節前往明朝。次年明惠帝遣明使節帶來了封義滿為「日本國王臣源義滿」的國書。但明使滯留日本期間，明朝發生靖難之變，明成祖即位，故再次發送國書，明朝與日本正式建立國交。
義滿死後，第四代將軍足利義持與前任管領（幕府中央行政官）斯波義將等不滿於朝貢的形式，1411年起暫時停止了貿易。1419年足利义持在写给负责在兵库福严寺担任接待明使与谈判任务的临济宗僧人元容周颂的信中，阐述了他与明断绝外交关系的意志：“我国自古不向外邦称臣，比者变前圣王之为，受历受印，而不却之，是乃所以招病也，于是先君大惧，誓乎明神，今后无受外国使命，所以不接使臣，兼不遣一介”。第六代軍足利義教時重開。應仁之亂以後，日本進入戰國時代，貿易由堺（今大阪）的細川氏、兵庫的大內氏等大名及博多、堺等地有勢力的商人所掌控，大名之間為了爭奪與明朝貿易的利益多有衝突，最終造成1523年的寧波之亂。
1523年的寧波之亂後，明朝廢除寧波市舶司。另外日本方面，大內氏控制九州北部和中國地方（本州西部）後，於1536年大内義隆再次開始派出遣明船。1551年義隆被家臣陶晴賢所滅（大寧寺之變）之後，繼位的大内義長與兄大友義鎮於1556－1557年向明朝派遣使者要求重開貿易，然而明朝方面將義長視為篡奪者而拒絶之。1557年義長又為毛利元就所滅，大內氏完全滅亡，故貿易重開的希望斷絕，東亞以倭寇（後期倭寇）為主的走私貿易開始盛行。

## 形式
明日貿易形式上是室町幕府將軍受明朝皇帝冊封為「日本國王」並對其朝貢貿易。1401至1549年間共實行十九次。1404年之後向日本頒發貿易許可證「勘合符」以區別於倭寇，貿易僅限於以此確認的正式遣明使船（勘合船）。1432年的宣德条約規定了交易次數。博多與堺等地有勢力的商人一同搭乘遣明船，與得到明朝官方許可的商人作北京會同館到寧波的因私貿易，及隨貢品由日本附加的商人貨品稱為因公貿易。
日本入貢，勘合貿易實行之後倭寇被幕府約束活動趨於平靜。輸入日本的織品與書畫等對室町時代的北山文化和東山文化等產生了影響。

## 貿易品
- 明由日本：硫黄、銅等礦物、扇子、刀劍、漆器和屏風等。
- 日由明輸入：明錢（永樂通寶）[2]、書籍、絲綢、唐傘、瓷器、砂糖、中藥、銅器、陶器、絲、絲棉、布、綿綢、錦繡、紅線、水銀、針、鐵鏈、鐵鍋、古文錢、古名畫、古名字、古書、藥材、氈毯、馬背氈、粉、小食籠、漆器、醋[3]和其它織品等。

此時代的貿易中，日本的銅以高價輸出至明朝。原因一方面是中國歷史上發生的慢性的銅的缺乏，另一方面是日本的銅混雜有較多的銀，當時的日本無提取技術而明朝擁有，故而銅以介於銅與銀之間的價格進行交易。

## 年表
注：依派遣年份、派遣者（正使）的順序列出。
1. 1401年（建文三年）幕府（祖阿）
2. 1403年（永樂元年）幕府（堅中圭密）
3. 1404年（永樂二年）幕府（明室梵亮）
4. 1405年（永樂三年）幕府（源通賢）
5. 1407年（永樂五年）幕府
6. 1408年（永樂六年）幕府
7. 1408年（永樂六年）幕府
8. 1410年（永樂八年）幕府
9. 1433年（宣德八年）幕府
10. 1435年（宣德十年）幕府
11. 1453年（景泰四年）幕府
12. 1468年（成化四年）幕府、細川氏、大內氏#
13. 1477年（成化十三年）幕府
14. 1484年（成化二十年）幕府
15. 1495年（弘治八年）幕府、細川氏
16. 1509年（正德四年）細川氏（宋素卿）
17. 1512年（正德七年）細川氏、大內氏（了庵桂悟）
18. 1523年（嘉靖二年）大內氏（謙道宗設）
19. 1523年（嘉靖二年）細川氏（鸞岡瑞佐）
20. 1540年（嘉靖十九年）大內氏（湖心硯鼎）
21. 1549年（嘉靖二十八年）大內氏（策彥周良）

### 引用
1. ↑  赵莹波. . 上海古籍出版社: 《元史及民族与边疆研究集刊》（第三十二辑）.   [2017年1月]. （原始内容存档于2024-08-03）.
2. ↑  木宫泰彦著陈捷译：《中日交通史》
3. ↑  鄭若曾《籌海圖編》卷二